# Benjamin Sehene
 (septembre 2017).
Si vous disposez d'ouvrages ou d'articles de référence ou si vous connaissez des sites web de qualité traitant du thème abordé ici, merci de compléter l'article en donnant les références utiles à sa vérifiabilité et en les liant à la section « Notes et références ».
Benjamin Sehene (né en 1959) est un auteur rwandais-canadien dont l'œuvre se focalise principalement sur la question identitaire et le génocide rwandais.

## Biographie
Sehene est né à Kigali de parents Tutsi. Sa famille quitte le Rwanda en 1963 pour l'Ouganda voisin. Plus tard il étudie à la Sorbonne dans les années 1980, avant d'émigrer au Canada en 1984. Aujourd'hui, il vit à Paris. Il est membre actif du Pen club et fait aussi des piges pour le journal Rue89.
En 1994, pendant le génocide, Sehene retourne au Rwanda, afin de témoigner et de mieux comprendre les causes de la tragédie de son pays natal. De ce voyage, il écrit Le Piège ethnique (1999), un livre polémique[pourquoi ?].

## Publications
- Le Piège ethnique, Éditions Dagorno, Paris, 1999  (ISBN 2910019543)
- Un sentiment d'insécurité, théâtre, Paris, 2001
- "La Morte debout (Dead Girl Walking)" (Nouvelle)
- Le Feu sous la soutane,  Éditions L'Esprit Frappeur, Paris, 2005  (ISBN 2844052223)
- Ta Race! (nouvelle)], Éditions Vents d'Ailleurs, La Roque d'Anthéron, France, 2006  (ISBN 2911412400)